# Ariane 1
Ariane 1 là phiên bản Ariane đầu tiên của dòng tên lửa phóng. Đây là tên lửa vũ trụ đầu tiên do Cơ quan Vũ trụ châu Âu phát triển. Tên lửa này được phát triển ban đầu với mục đích đưa hai vệ tinh viễn thông vào quỹ đạo, do đó giảm chi phí. Năm 1979, Ariane 1 đã được phóng vào vũ trụ.
Do kích thước của vệ tinh tăng lên, Ariane 1 nhường chỗ cho hai phiên bản mạnh hơn Ariane 2 và Ariane 3.